# Remigius van Rheni
Remigius van Rheni (Bruxelles, 1560 – Wolfegg, 1620 circa) è stato un pittore fiammingo del periodo barocco.

## Biografia
Secondo Arnold Houbraken nacque a Bruxelles e fu pittore di corte di Hendrik di Wolfegg. Visse, nell'anno 1600, nel castello del conte (Castello Wolfegg), che venne poi incendiato dagli svizzeri.
Secondo Cornelis de Bie nel suo Het Gulden Cabinet, che fu probabilmente la fonte di Houbraken, le sue opere si trovano in Germania e nelle case dei più importanti gentiluomini olandesi.
Morì nel castello che successivamente venne bruciato dagli Swetsche, o svedesi, non dagli svizzeri.
Nel 1646 truppe svedesi al comando di Carl Gustaf Wrangel saccheggiarono il castello intorno alla fine della Guerra dei trent'anni e gli diedero fuoco. L'allora proprietario Maximilian Willibald di Waldburg-Wolfegg era a corto di fondi, quindi il restauro del castello fu ritardato fino al 1651, epoca in cui tutte le tracce dell'opera di Rheni erano andate perse.